# Braye-en-Laonnois
Braye-en-Laonnois é uma comuna francesa na região administrativa de Altos da França, no departamento de Aisne. Estende-se por uma área de 8,09 km². Em 2010 a comuna tinha 201 habitantes (densidade: 24,8 hab./km²).